# Mallièvre
 Mallièvre  es una población y comuna francesa, en la región de Países del Loira, departamento de Vendée, en el distrito de La Roche-sur-Yon y cantón de Mortagne-sur-Sèvre.

## Demografía
| 345 | 330 | 317 | 292 | 277 | 268 | 240 |
| Para los censos de 1962 a 1999 la población legal corresponde a la población sin duplicidades (Fuente: INSEE [Consultar]) |     |     |     |     |     |     |